# Zamek w Bolkowie

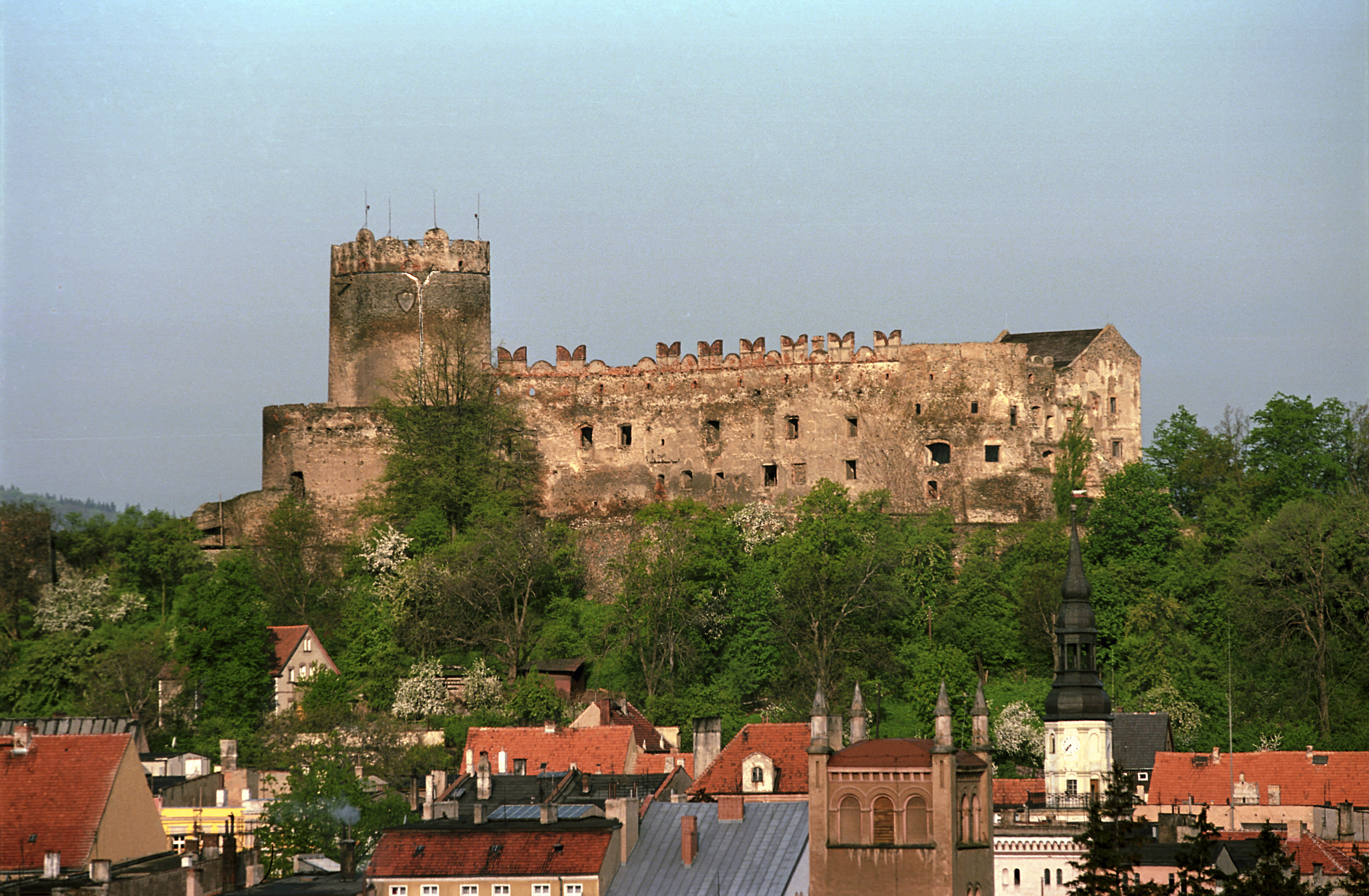
Zamek o poranku

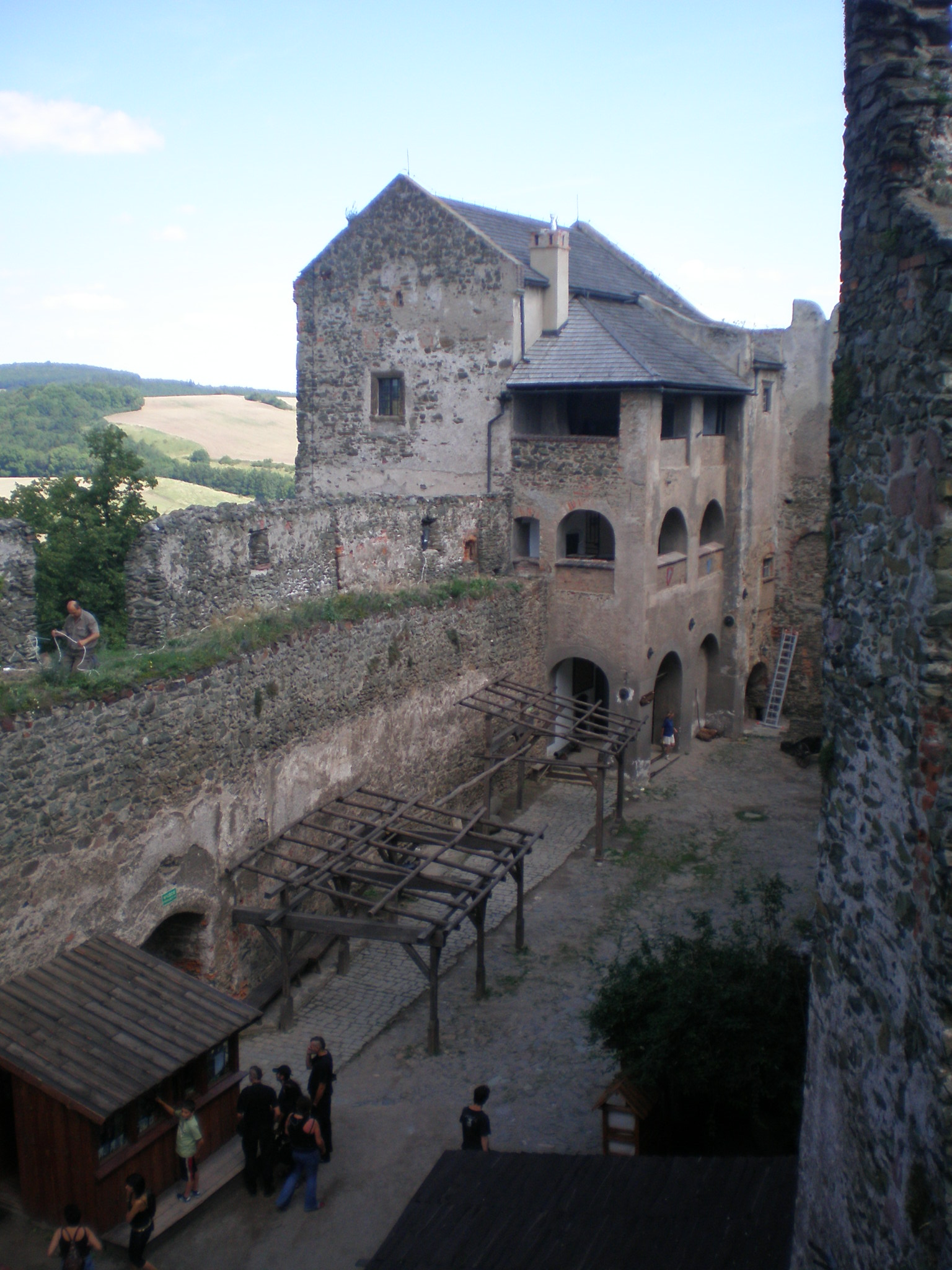
Zamek w Bolkowie

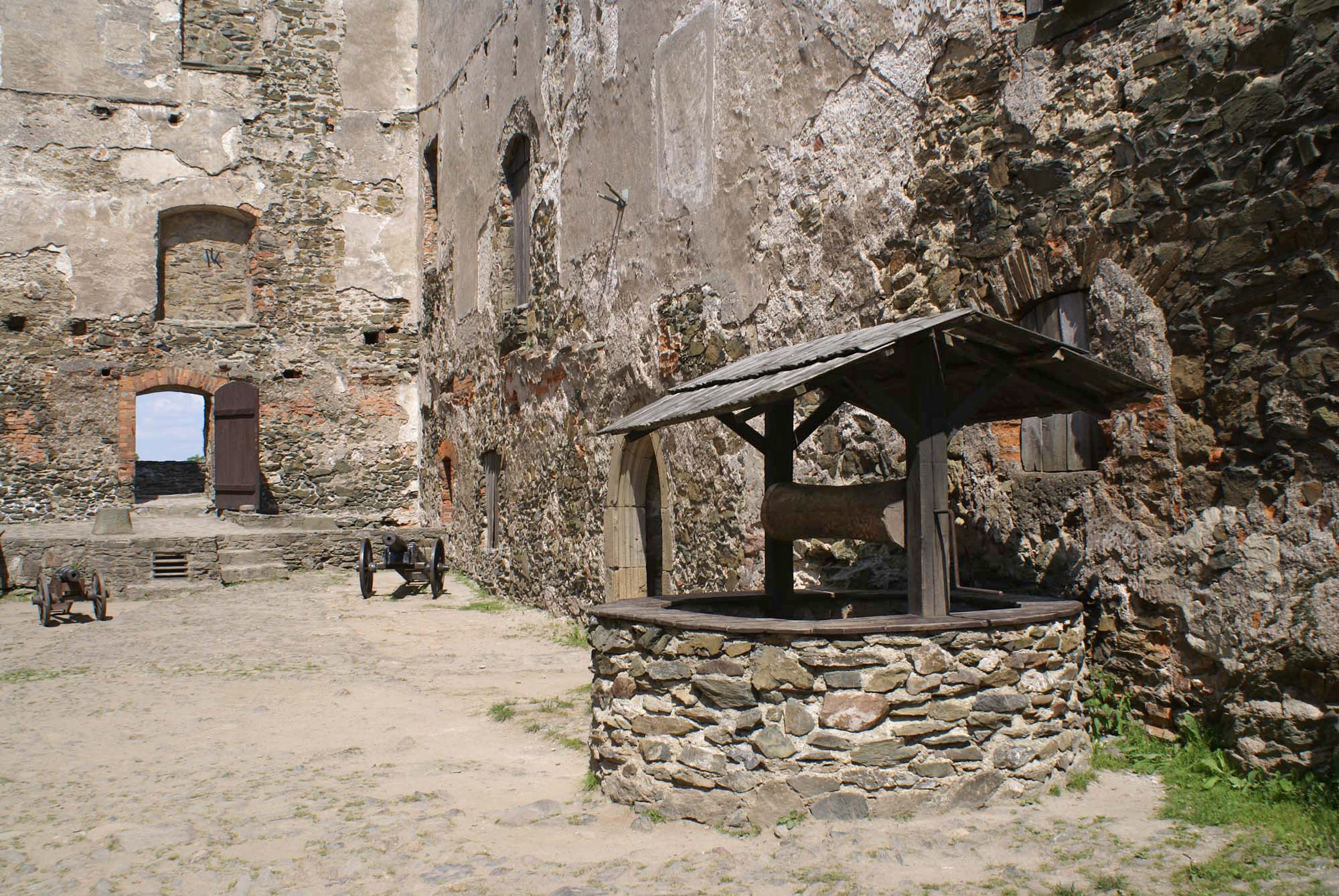
Studnia na dziedzińcu

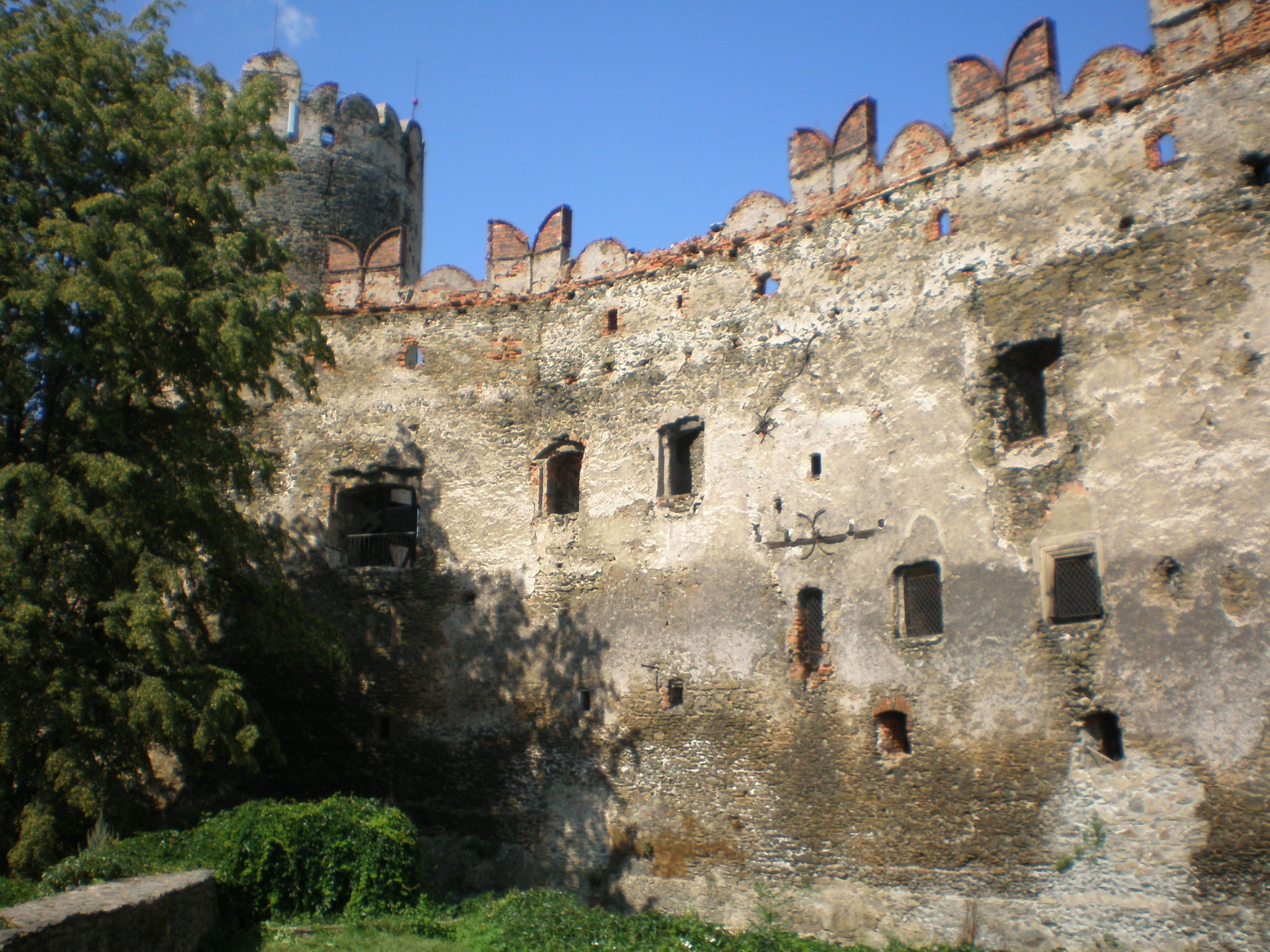
Zamek w Bolkowie

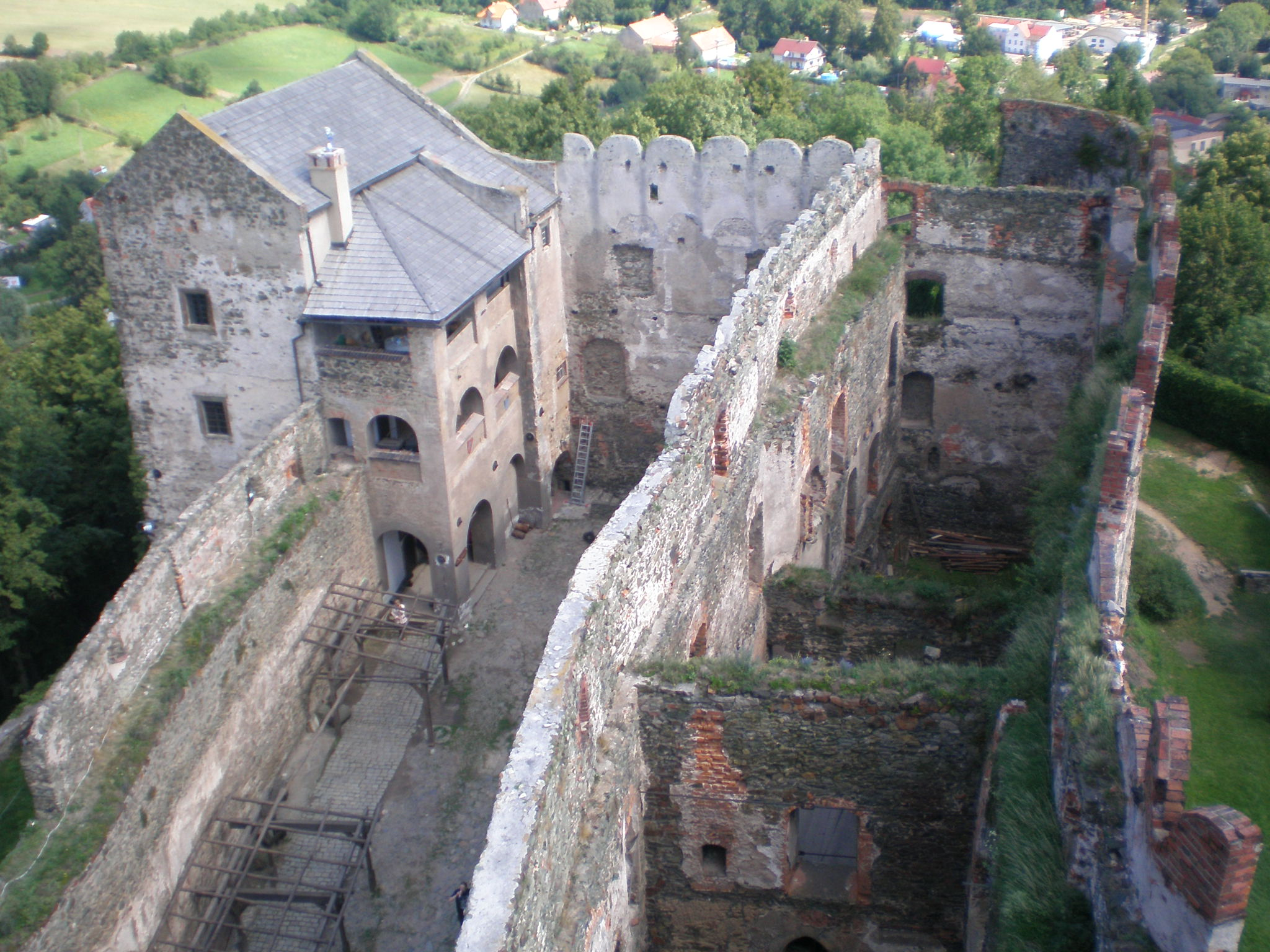
Widok z baszty

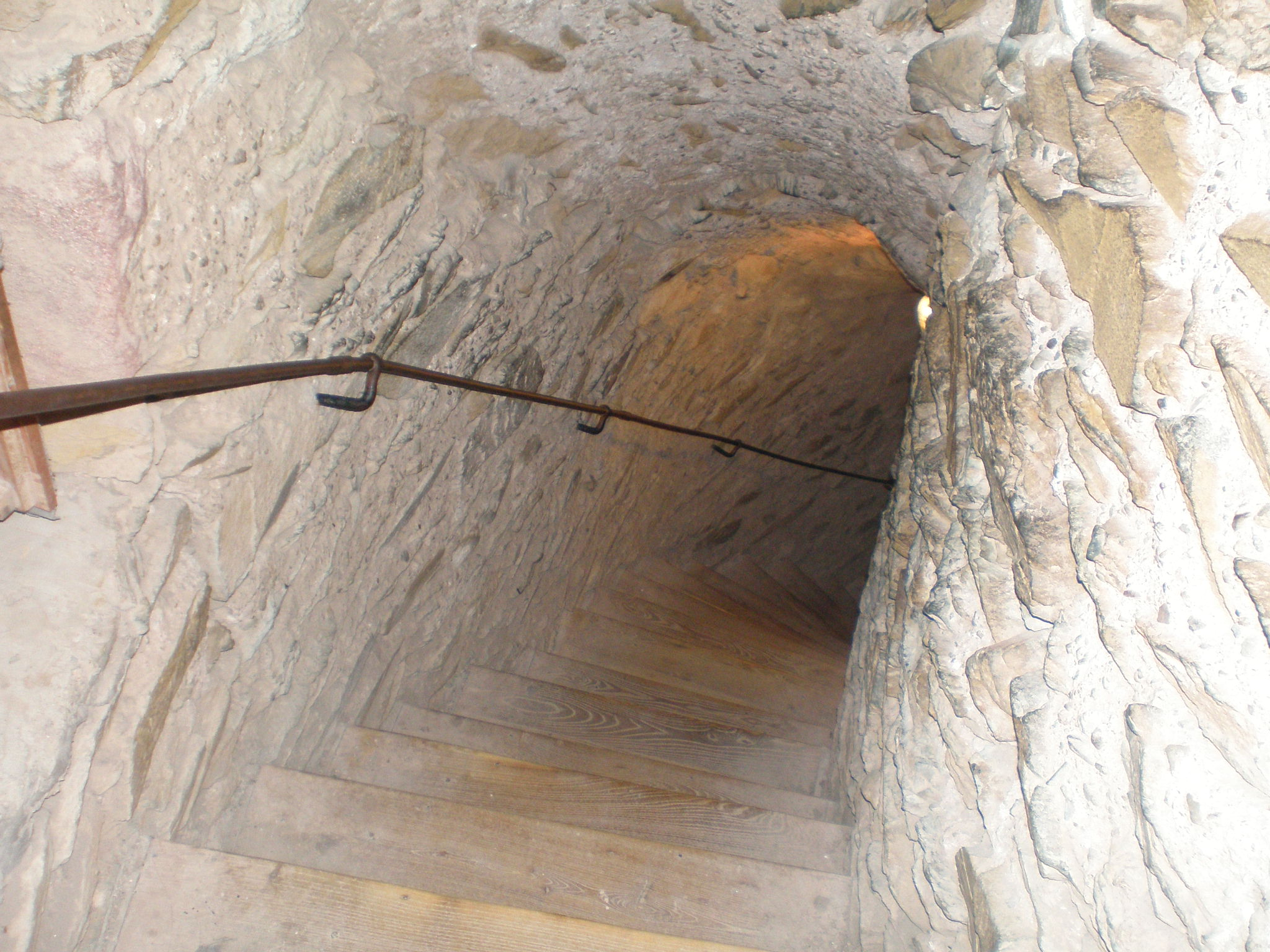
Schody na basztę

Zamek Bolków (niem. Bolkoburg) – położony w Bolkowie na Zamkowym Wzgórzu (niem. Burgberg, 396 m n.p.m.), którego zbocze urywa się od strony Nysy Szalonej ostrym urwiskiem (różnica wysokości wynosi 90 m), a łagodny wschodni stok zajmuje miasto. Zamek ten jest zamkiem wyżynnym. Budowla zajmuje 7600 m².

## Historia
Pierwsza wzmianka o zamku pochodzi z 1277 r., gdy książę Bolesław II legnicki dał wzmiankę o Hain castro nostro. Zamek Bolków został zbudowany na polecenie księcia legnickiego Bolesława II Rogatki zwanego Łysym i później rozbudowany przez jego syna Bolka I Surowego, księcia świdnicko-jaworskiego. Z inicjatywy Bolka I rozbudowano szereg warowni kontrolujących przejścia z Czech na Śląsk przez pasmo Sudetów. Przyczyniło się to do utrzymania niezawisłości księstwa świdnicko-jaworskiego do końca XIV w. (najdłużej ze wszystkich śląskich księstw). W połowie XIV w. zamek połączono z systemem fortyfikacji miejskich, jego południowy i południowo-wschodni narożnik zostały połączone z miejskimi murami obronnymi. W czasach piastowskich rezydentami zamku byli książęcy burgrabiowie, tacy jak: Logau, Schaffgotsch, Schweinichen, Salza. W latach 1301–1368 za panowania książąt Bernarda świdnickiego i Bolka II Małego (od 1353 r.) zamek został powiększony. Według historyków od czasów Bolka II, przez około 100 lat, zamek pełnił funkcję skarbca, który później został przeniesiono do Pragi.
Bolko II był bezdzietny, dlatego adoptował córkę zmarłego brata Henryka (1343 r.), Annę i ustanowił ją dziedziczką księstwa. 27 maja 1353 r. odbył się ślub Anny z królem czeskim Karolem IV. 3 lipca zapisał Bolko II Annie i Karolowi IV księstwa, warunkiem było to, że do swojej śmierci będzie mógł nimi władać, tak samo jak jego żona księżna Agnieszka Habsburska. W 1392 r. zamek przeszedł na własność królów czeskich. Do tego roku najprawdopodobniej od czasów Bolka I zamek pełnił rolę skarbca. W czasie napadów husytów miasto zostało zniszczone, ale zamek nie został zdobyty.
W 1463 r. król czeski Jerzy z Podiebradów osadził w zamku rycerza Hansa von Tschirnhausa, który zasłynął w okolicy z rozbojów. Stało się to powodem zorganizowania w 1468 r. przez mieszczan wrocławskich i świdnickich pod przywództwem Guncela II Świnki zbrojnej wyprawy na zamek. W 1491 r. oblegał zamek król czeski Władysław II Jagiellończyk. Na początku XVI w. zamek za sprawą króla Ferdynanda I został przekazany wrocławskiemu biskupowi w dożywocie. Biskup na polecenie monarchy podjął rozbudowę zamku. W latach 1539–1540 zamek pod kierownictwem lombardzkiego architekta Jakuba Parra został przebudowany. Powiększono przede wszystkim obszar warowny. Wybudowano, otoczone murami i bastejami, dziedzińce w części południowo-zachodniej oraz od strony miasta. Umocnienia te połączono z dwiema basztami miejskimi. Wieża zyskała blankowanie w formie jaskółczych ogonów. Po śmierci biskupa w 1543 r. zamek przeszedł jako lenno na jego rodzinę. Od 1570 r. właścicielem zamku był Matthias von Logau. W 1596 r. zamek przeszedł w ręce rodu Zedlitz. W 1640 r. (podczas wojny trzydziestoletniej) zamek był oblegany. W 1646 r. zajęły go wojska szwedzkie.
W 1703 r. po wygaśnięciu bolkowskiej gałęzi rodziny Zedlitz zamek został sprzedany cystersom z Krzeszowa. Od tego czasu zamek pozostaje niezamieszkany. W 1715 r. cystersi skończyli przebudowę wnętrz; w następstwie sekularyzacji edyktem z 30 października 1810 r. zamek przechodzi na własność skarbu państwa pruskiego. W tym czasie budowla zaczęła popadać w ruinę. W 1813 r. po wojnach napoleońskich na zamku zatrzymali się rosyjscy żołnierze. Szukając legendarnego złota, wykuli dziurę u podstawy wieży, by w efekcie dostać się do lochu głodowego. W 1885 r. władze zezwoliły na rozbiórkę części murów, a pozyskany materiał przeznaczono na naprawę dróg. 10 marca 1913 r. burmistrz Bolkowa (Feige) powołuje Verein für Heimatpflege (Bolkowskie Towarzystwo Regionalne), które miało na celu ożywienie ruchu turystycznego w rejonie. Wybuch wojny nie pozwolił jednak na realizację planu. W 1922 r. odbudowany został Dom Niewiast, parter zagospodarowano na schronisko młodzieżowe, a piętro na muzeum regionalne. Po dojściu Hitlera do władzy w 1933 r. zamek stał się własnością państwa. Istnieją przypuszczenia, że na zamku mieścił się ośrodek badawczy zajmujący się nadzorem okolicznych fabryk[źródło?].

## Badania archeologiczne
W 1959 r. zostały przeprowadzone badania archeologiczne, które prowadziła Katedra Historii Architektury Polskiej Politechniki Wrocławskiej we współpracy z Zakładem Archeologii Polski Instytutu Historii Kultury Materialnej PAN we Wrocławiu. Pracami kierował Olgierd Czerner. Odkryto m.in. fundamenty pomiędzy wieżą a wewnętrznym murem. W wyniku badań naczyń znalezionych na obszarze budowli, po której pozostał mur o grubości ok. 80 cm, ustalono, że spłonęła ona w XIII w. Później na tym miejscu wzniesiono nową wieżę. Zniszczony budynek należał do grupy najstarszych założeń obronnych. W październiku 2000 r. szczecińskie przedsiębiorstwo przeprowadziło na zamku badania georadarowe, które miały pomóc ocenić hipotezę dr. Stulina o ukrytej na zamku Bursztynowej Komnacie. Ustalono wtedy, że na terenie zamku znajduje się nieznane dotąd podziemne pomieszczenie. W lipcu 2001 r. Instytut Archeologii Uniwersytetu Wrocławskiego prowadził badania archeologiczne, których celem było poszerzenie wiedzy na temat najstarszych założeń zamku. Prowadzono trzy wykopy: pierwszy w części południowej pomiędzy murem obwodowym a wieżą obronną A, a kolejne w zniszczonym Domu Gotyckim.

## Architektura
Zamek wzniesiono z miejscowego kamienia: łupków krystalicznych diabazowych o zabarwieniu zielonym i łupków czerwonych, piaskowca. Obecnie ma kształt wrzecionowaty.
Najbardziej charakterystycznym elementem zamku jest wieża z dziobem, została wzniesiona na skale. W dolnej części wieży znajduje się dawny loch głodowy. W renesansowej części zamku (Dom Niewiast) mieści się muzeum.
Twierdza została zbudowana na planie nieregularnym. Dominującym elementem założenia obronnego była ogromna wieża (obecnie wys. wraz z attyką 25 m, średnica 15 m, grubość murów w przyziemiu 4,5 m) o zaostrzonym kształcie tzw. kroplistym, z „dziobem” skierowanym w stronę spodziewanego zagrożenia. Do wieży prowadził most zwodzony na wysokości 9 m, połączony z budynkiem mieszkalno-gospodarczym. Obok stołpu znajdowała się wykuta w skale cysterna na wodę. Wieżę, zabudowania i dziedziniec wewnętrzny okalały mury obwodowe z bramą od strony północno-zachodniej. Pierwotny zamek (XIII w.) reprezentował typ zamku wyżynnego, gdzie w celach obronnych wykorzystywano różnicę wzniesień. W XIV w. zamek rozbudowano i połączono z systemem obronnym miasta. W pierwszej połowie XVI w. twierdzę poszerzono i przebudowano w stylu renesansowym. Powstał wówczas trójkondygnacyjny budynek zwany Domem Kobiet, mury zwieńczono attyką, a ściany zyskały dekorację sgraffitową. Wtedy też wzniesiono drugi, zewnętrzny pierścień murów obronnych, przystosowanych już do użycia broni palnej. Głównym elementem tego nowego systemu obronnego były basteje. Wewnątrz obwarowań ukształtował się dziedziniec wewnętrzny, dziedziniec zewnętrzny (od strony północnej) oraz dziedziniec wielki. Wjazd na teren zamku prowadził przez wielką basteję od strony północno-wschodniej.

## Muzeum
Muzeum powstało za sprawą założonego na początku XX w. „Bolkenhainer Heimatverein” (Bolkowskiego Towarzystwa Opieki nad Zabytkami), które w renesansowym Domu Niewiast na ten cel zagospodarowało trzy kondygnacje.
W wyniku jego działalności w odbudowanej części renesansowej powstało muzeum, a zbiory zajęły aż trzy kondygnacje. W 1953 r. na zamku w Domu Niewiast została otwarta filia Muzeum Narodowego we Wrocławiu. W tym czasie na dwu kondygnacjach znajdowało się 7888 eksponatów. Na parterze można było oglądać m.in. ryciny, a na pierwszym piętrze meble oraz tablice genealogiczne Piastów, obraz przedstawiający Bolka II oraz metalowe naczynia i mapy. Na drugim piętrze znajdował się zbiór oręża: miecze, halabardy, hakownice, zbroje. W tym czasie dochodziło do włamań i kradzieży zbiorów. W 1976 r. muzeum stało się oddziałem ówczesnego Muzeum Okręgowego w Jeleniej Górze. Same eksponaty pozostały jako depozyt i własność Muzeum Narodowego w murach zamku. Po włamaniu w 1982 r. i podpaleniu biura eksponaty zostały przewiezione do Wrocławia.
Do 1994 r. parter zajmowała wystawa przedmiotów związanych z historią zamku i miasta, na piętrze znajdowała się wystawa XIX-wiecznych śląskich mebli ludowych. Podczas prac remontowych odbywających się w Domu Niewiast muzeum zostało zamknięte.
Obecnie na zamku mieści się Muzeum Zamek Bolków (oddział Muzeum Karkonoskiego w Jeleniej Górze), oraz działa, mające na zamku swoją siedzibę Bractwo Rycerskie Zamku Bolków powstałe w 1995 r.
Obecnie dostępna jest wystawa stała znajdująca się na I piętrze Domu Niewiast zatytułowana: „Budownictwo Obronne Księstwa Świdnicko-Jaworskiego”, natomiast sala na parterze Domu Niewiast przeznaczona jest na wystawy czasowe.

## Kalendarium
- 1277–1293 – budowa zamku

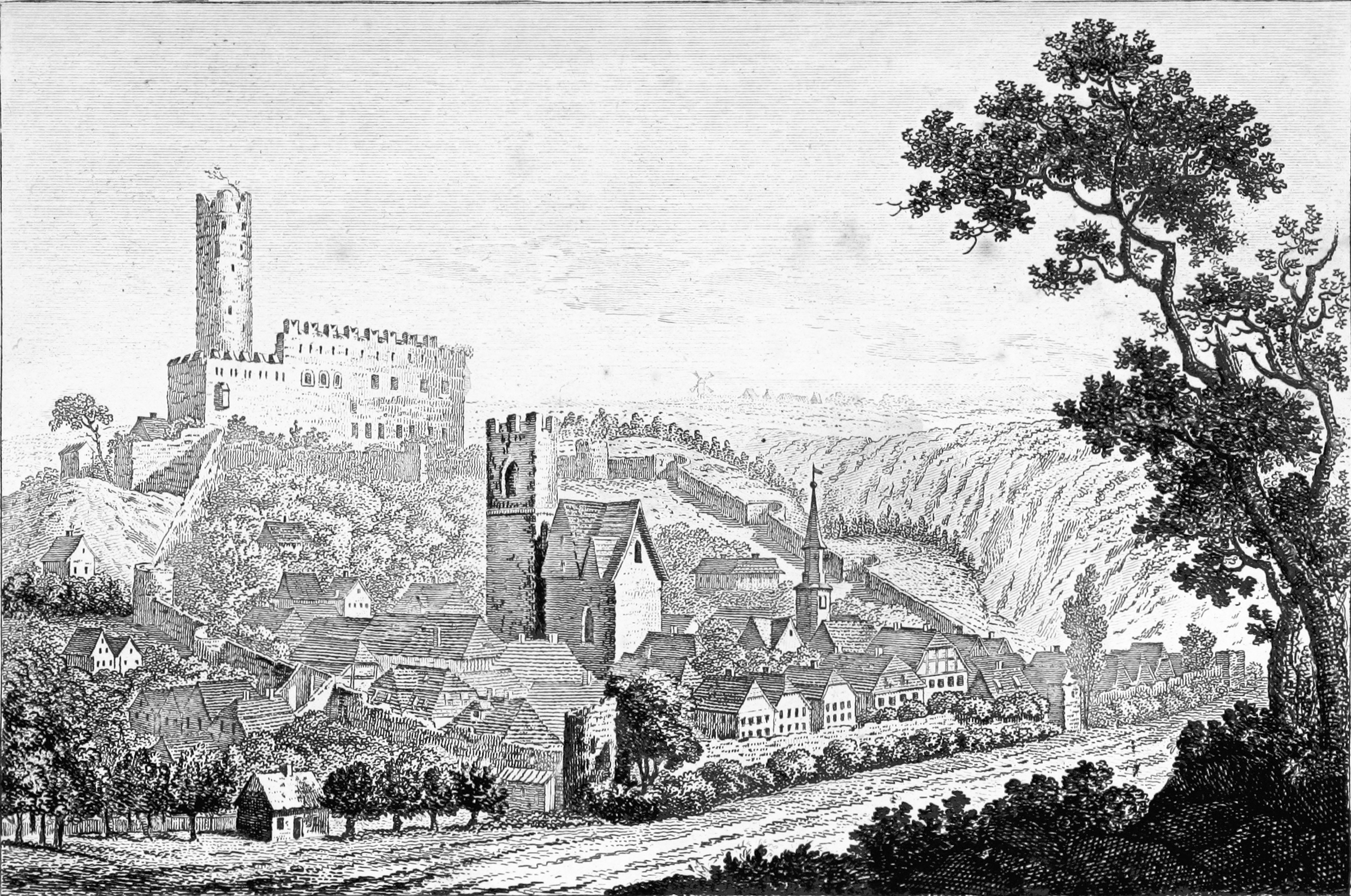
Bolków/Bolkenhain (z 1815)

- 1277 – pierwsza wzmianka o zamku, książę legnicki Bolesław II Łysy zwany Rogatką używa nazwy castro nostro
- 1277–1278 – zamek pod panowaniem księcia Bolesława II Rogatki
- 1345 – wojska czeskie bezskutecznie oblegają zamek
- 1368 – śmierć Bolka II; zamkiem dożywotnio zarządza jego żona, księżna Agnieszka
- 1392 – śmierć Agnieszki, miasto wraz z zamkiem przechodzi na rzecz korony czeskiej, jako wiano bratanicy Bolka II, księżniczki Anny, żony króla czeskiego i cesarza rzymskiego Karola IV.
- 29 sierpnia 1428 – zdobycie miasta przez Husytów
- 1703–1715 – przebudowa i remont zamku
- październik 1810 – nacjonalizacja zamku na rzecz skarbu państwa pruskiego
- 1813 – w przyziemu wieży został zrobiony otwór, zawaliły się schody prowadzące na wieżę
- 1814 – silny orkan uszkadza zamkowe mury
- 1850 – restauracja zamku
- 1863 – orkan niszczy odcinek korony murów
- 1893 – restauracja zamku
- 1920-1923 – restauracja zamku
- 1923 – otwarcie schronisk młodzieżowych na zamku
- 1926 – zamek odwiedza 10678 osób, schronisko młodzieżowe ok. 900
- 1927 – zamek odwiedza ok. 20000 osób, a schronisko ok. 1000
- 1927–1928 – restauracja zamku, muzeum i domek przy bramie otrzymują nowe nakrycie dachów
- 1937–1938 – remont części murów zewnętrznych i międzymurza, szkód wywołanych przez burzę na dachy Domu Niewiast i stropów (zapisano w sprawozdaniu Verein für Heimatpflege)
- 17 czerwca – 24 sierpnia 1944 – podczas Burgenspiele pod kierownictwem Hansa Heinza Kämpffa zostają wystawione 4 sztuki: Schwere Zeit, Die zärtlichen Verwandten, Minna von Barnhelm, Das Verlegenheitskind, razem były 72 występy
- 1946–1948 – w zamkowym muzeum znajduje się 7888 eksponatów
- 1959 – wykopaliska archeologiczne
- 1992 – badania archeologiczne
- 1994 – zamek otrzymuje dofinansowanie w kwocie jednego miliarda złotych, zostało ono przeznaczone na prace remontowe
- 30 czerwca – 2 lipca 1995 – Pierwszy Ogólnopolski Turniej Rycerski
- maj 1997 – pierwszy Turniej Dziennikarzy
- 2000 – w muzeum otwarto wystawę Gdy Bolków Bolkenhain nazwano, przywiezioną z Borken, pokazano fotografie, widokówki i pamiątki dawnych mieszkańców miasta
- od 13 lutego 2001 – trwają zdjęcia do filmu Wiedźmin

## Zamek w literaturze, filmie i telewizji
- Na zamku w Bolkowie toczy się znaczna część akcji Rapsodii świdnickiej Władysława J. Grabskiego – powieści historycznej z czasów Bolka II.
- Wiedźmin – zamek pojawia się w 10 i 11 odcinku serialu, znajduje się także w filmie o tym samym tytule.
- Tajemnica twierdzy szyfrów – w 3 i 8 odcinku jako zamek w Szkocji.
- W książce Felix, Net i Nika oraz Trzecia Kuzynka autorstwa Rafała Kosika – Podczas wycieczki do Lolkowa, które najprawdopodobniej jest Bolkowem.
- W grze Painkiller w rozdziale 4 poziom 1 (Zamek)

Zamek stanowił także tło dla programów telewizyjnych:
- Labirynty kultury – program realizowany przez Regionalną Telewizję Wrocław
- Ziarno – katolicki program dla młodzieży

Zamek pokazano również w teledyskach: grupa Vader „Sword of the Witcher”, Ensiferum „in my sword i trust”, Castle Dreams „Lover”.

## Legendy i miejskie mity

### Czasy II wojny światowej
Na zamku miała znajdować się jednostka nadzorująca fabryki oraz prowadząca badania. Do tej pory brak dostatecznych dowodów w tej sprawie. Część infrastruktury miała być zlokalizowana w legendarnym przejściu pomiędzy zamkiem Bolków a Świny. W czasie, gdy Armia Czerwona zbliżała się do miasta, strażników miało zastąpić SS. Na zamek miały wjechać ciężarówki z depozytami, które następnie ukryto w tunelu, a ten zabetonowano. Pozostałości ponoć zasypano piaskiem i ziemią, a pracujących przy tym robotników rozstrzelano.

### Tunel pomiędzy zamkiem Bolków a Świny
O tunelu między zamkiem Bolków a pobliskim zamkiem Świny wspominają legendy. Przejście zostało zilustrowane na wyemitowanym w 1923 roku jednomarkowym niemieckim Notgeldzie (banknot kryzysowy). Młodzież bolkowska wystawiała sztuki teatralne o przejściu i kochankach z niego korzystających.

### Zamkowe skarby
W czasach Bolka II, zamek był skarbcem, jednak został on później przeniesiony do Pragi. W okresie wojen napoleońskich przebywający na zamku Rosjanie wykuli u podstawy wieży dziurę, by dostać się do lochu głodowego, nie ma żadnych dowodów na to, że coś wtedy znaleźli. Krążą też opowieści, że po sekularyzacji zakonu cystersów, ukryli oni część swoich dóbr na terenie warowni.

## Wieża zdziobem

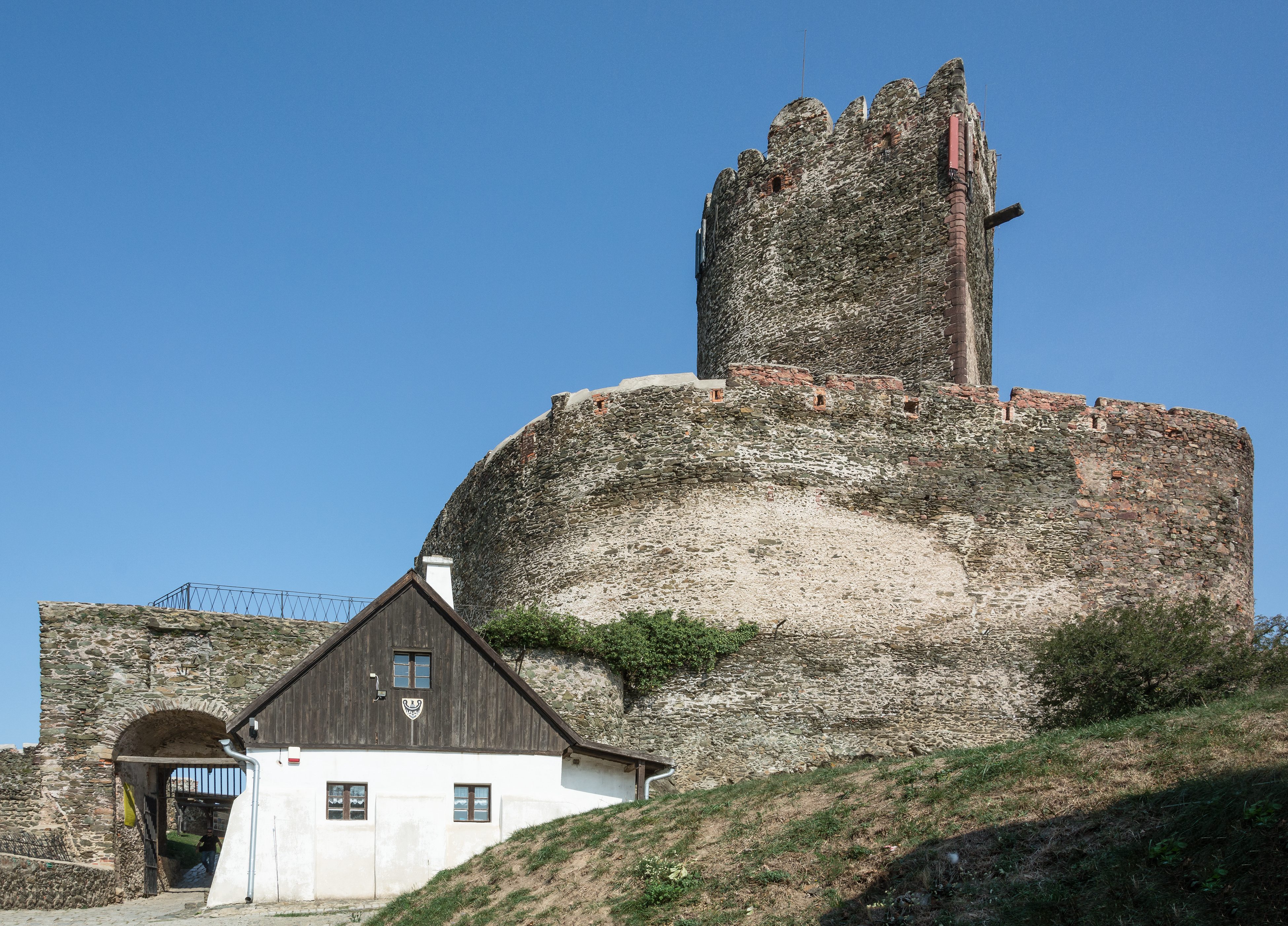
Wieża

25 m wieża (zwana wieżą głodową) została założona na planie koła o średnicy 12 m., przechodzącym od strony południowo-zachodniej w ostrze (tzw. dziób). Średnica w przyziemiu mierzy 15 m., a grubość murów, które zwężają się ku górze, 4,5 m. Jest to prawdopodobnie jedna z dwóch zachowanych wież opatrzonych dziobem w Polsce (druga pełniąca niegdyś funkcje mieszkalne, obecnie częściowo zrujnowana znajduje się w pobliskim zamku Niesytno) oraz pierwszy przykład takiego założenia. Dziób skierowany w stronę wejścia – miejsca spodziewanego ataku, miał powodować ześlizgiwanie się kul armatnich po płaszczyznach wieży. Dziób jest skierowany w stronę najłatwiej dostępną. W odróżnieniu od pozostałej części wieży dziób wykonany jest z ciosów czerwonego i żółtego piaskowca. Powstała ona najprawdopodobniej już za panowania Bolka I. Wcześniej takie wieże budowano m.in. we Francji i Czechach. Pierwotnie wejście do niej znajdowało się na poziomie pierwszego piętra, obecnie zaś stanowi je drewniany krużganek. W przyziemiu znajduje się loch głodowy, do którego pierwotnie można było się dostać jedynie z góry (10 m. wysokości). Skazańców zrzucano z góry, zwykle przeżywali oni około tygodnia choć zdarzało się, że zlizując wodę z murów udawało się im utrzymać przy życiu znacznie dłużej.

### Przykłady podobnych budowli zdziobemw Europie

#### Austria
- Zamek Forchtenstein, okręg Mattersburg

#### Czechy
- Zamek Stráž nad Nezarkou, kraj południowoczeski
- Zamek Strakonice, kraj południowoczeski
- Zamek Svojanov, kraj pardubicki
- Zamek Zvíkov, kraj południowoczeski
- Zamek Bitov, kraj południowomorawski
- Zamek Mikulov, kraj południowomorawski
- Zamek Pernštejn, kraj południowomorawski
- Zamek Sadek, kraj Wysoczyna
- Zamek Veveří, kraj południowomorawski

#### Francja
- Loches, Dolina Loary
- Baszty miejskie Carcassonne, Langwedocja
- La Roche Guyon, Normandia
- Château Gaillard, Normandia
- Arques-le-Bataille, Normandia

#### Niemcy
- Zamek Falkenstein, Harz

## Imprezy cykliczne

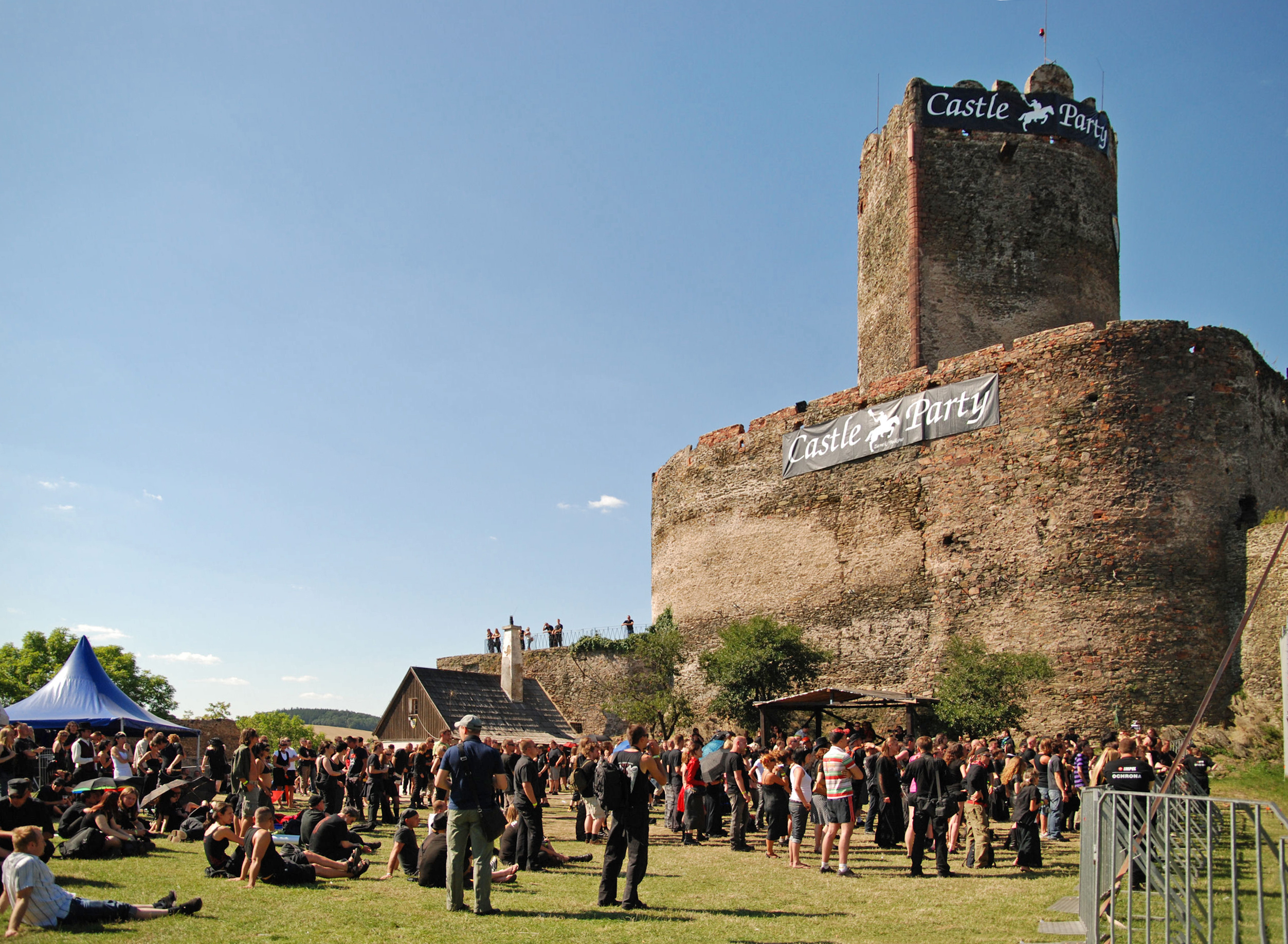
Zamek w Bolkowie podczas festiwalu Castle Party

- Castle Party – festiwal muzyki gotyckiej, odbywa się corocznie w połowie lipca
- Festiwal Podróżników Trzy Żywioły – festiwal podróżników, odbywa się corocznie na początku września

### Inne imprezy
- Dni Średniowiecznej Kultury śląsko-łużyckiej
- Otwarty Turniej Dziennikarzy w Strzelaniu z Kuszy Historycznej
- Turniej Rajców
- Wielki Turniej Rycerski – Świętojańskie Spotkania Rycerskie

## Bractwo Rycerskie Zamku Bolków
Powstało 5 kwietnia 1995 r. i miało za cel odnowę dawnej świetności zamku. 1 czerwca 1995 r. został zorganizowany I Turniej Rycerski. Bractwo odpowiada przede wszystkim za organizowanie turniejów rycerskich.